# John Buchan

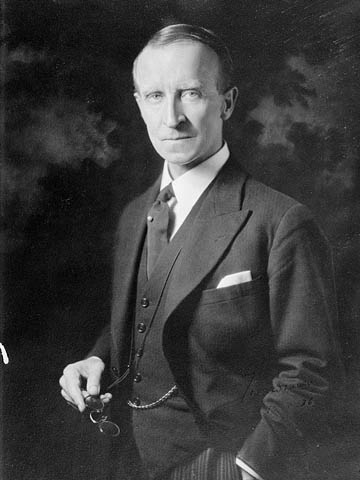
John Buchan, 1e Baron Tweedsmuir

John Buchan, 1. Baron Tweedsmuir (Perth, Schotland, 26 augustus 1875 - Montreal, Canada, 11 februari 1940) was een Brits journalist, uitgever, schrijver en politicus. Van 1935 tot 1940 was hij gouverneur-generaal van Canada.

## Leven en werk
Buchan was de zoon van een dominee en studeerde rechten aan de Universiteit van Glasgow en later aan de Universiteit van Oxford. Reeds tijdens zijn studententijd publiceerde hij zijn eerste verhalen. Na zijn studies werkte hij een tijdje als journalist en advocaat. In  1901 ging hij echter naar Kaapstad om in dienst te treden als persoonlijk secretaris van Alfred Milner, de gouverneur in Zuid-Afrika, toentertijd druk bezig met het neerslaan van de ‘boeren’ tijdens de Tweede Boerenoorlog. Twee jaar later keerde hij terug naar Engeland en werd directeur van uitgeverij Nelson. Vanaf 1910 begon hij ook avonturenromans te schrijven, die zich vooral afspeelden in Zuid-Afrika.
Tijdens de Eerste Wereldoorlog werd Buchan oorlogsverslaggever voor The Times en later hoofd van de inlichtingendienst. Hij speelde een cruciale rol in de Britse oorlogspropaganda, werd een belangrijk raadgever voor de regering en schreef onder andere alle redes voor de Britse opperbevelhebber Douglas Haig. In deze periode schreef hij tevens een groot aantal tijdens de oorlog uitermate populaire spionageromans, vaak rondom de patriottische held Richard Hannay, met Duitsland consequent als vertegenwoordiger van het kwaad. Het meest bekend werd The Thirty-Nine Steps (1915), in 1935 onder dezelfde titel verfilmd door Alfred Hitchcock.
Na de oorlog ging Buchan werken voor persbureau Reuters en schreef hij historische romans, thrillers en biografieën. Zijn werk over Oliver Cromwell staat nog steeds bekend als een standaardwerk. Buchan schreef verder ook een aantal autobiografische geschriften waarin hij uitdrukking geeft aan zijn overtuiging dat de beschaving maar door een heel dunne lijn van de barbarij gescheiden wordt, maar ook van een diep geworteld superioriteitsgevoel ten aanzien van ras en klasse.
In 1927 werd Buchan namens de Schotse conservatieve partij verkozen in het Britse parlement. Later vertegenwoordigde hij bij diverse gelegenheden de Britse kroon, onder meer tijdens de synode van de Schotse Kerk in 1934. In 1935 werd hij benoemd tot gouverneur-generaal van Canada. Koning George V verleende hem bij die gelegenheid tevens de titel  Baron Tweedsmuir, omdat hij zich niet kon voorstellen dat Canada bestuurd zou worden door een gewone burger. 
Ook tijdens de vervulling van zijn hoge ambt bleef Buchan nog romans schrijven. Hij overleed in 1940 ten gevolge van een beroerte.